# Dzongka (regio)
Dzongkha is een bestuursdistrict in de Tibetaanse Autonome Regio.
In het historische Tibet werd Dzongkha rond 1644 gesticht door de vijfde dalai lama na de ineenstorting van het tienduizendschap Mangyül Gungthang.
In het district stond onder meer de burcht Dzongkar die diende als zetel van de koningen van Mangyul Gungthang.